# 冯峰
冯峰（1968年12月22日—），是已退役的中国足球运动员，目前担任中超联赛球队贵州恒丰智诚的助理教练。

## 球员生涯
冯峰早期在八一队效力。1994年职业联赛开始后回归家乡球队广州太阳神，并在当赛季以三记重炮轰门进球为球迷所津津乐道。1997年，他前往其妻子的家乡成都，加盟甲A联赛球队四川全兴。2000年，他加盟成都的另一只球队——当时征战甲B联赛的成都五牛，并在那里退役。

## 教练生涯
冯峰退役后先后在成都谢菲联、广东日之泉等球队担任助理教练，后追随黎兵先后转投中超联赛球队广州富力及贵州恒丰智诚。